# Sogndal Fotball 2015
Questa voce raccoglie le informazioni riguardanti il Sogndal Fotball nelle competizioni ufficiali della stagione 2015.

## Stagione
Il 13 giugno 2014, il Sogndal aveva annunciato che Eirik Bakke sarebbe diventato il nuovo allenatore del Sogndal a partire dal 1º gennaio 2015. Nel frattempo, al termine dell'Eliteserien 2014, il Sogndal è retrocesso in 1. divisjon.
Il 18 ottobre 2015, il Sogndal si è aggiudicato la promozione con tre giornate d'anticipo sulla fine del campionato, grazie alla vittoria per 2-5 sul campo dell'Hønefoss. A fine campionato, il Sogndal ha chiuso al 1º posto finale. L'avventura nel Norgesmesterskapet 2015 si è chiusa invece al terzo turno, con l'eliminazione per mano dell'Hønefoss.
Babacar Sarr è stato il calciatore più utilizzato in stagione con 32 presenze, di cui 28 in campionato e 4 in coppa. Kristian Opseth è stato invece il miglior marcatore tra tutte le competizioni, a quota 17 reti: 16 di queste sono arrivate in campionato e una in coppa.

## Maglie e sponsor
Lo sponsor tecnico per la stagione 2015 è stato Umbro, mentre lo sponsor ufficiale è stato Sparebanken Vest. La divisa casalinga fu composta da una maglietta bianca con inserti neri, pantaloncini e calzettoni neri. Quella da trasferta era invece completamente nera, con inserti bianchi.
| Casa | Trasferta |

## Rosa
| N. |                             | Ruolo | Calciatore          |
| -- | --------------------------- | ----- | ------------------- |
| 1  | Norvegia (bandiera)         | P     | Mathias Dyngeland   |
| 2  | Estonia (bandiera)          | D     | Taijo Teniste       |
| 3  | Norvegia (bandiera)         | D     | Bjørn Inge Utvik    |
| 4  | Finlandia (bandiera)        | D     | Hannu Patronen      |
| 5  | Norvegia (bandiera)         | D     | Victor Grodås       |
| 6  | Norvegia (bandiera)         | C     | Peter Aase          |
| 7  | Norvegia (bandiera)         | C     | Rune Bolseth        |
| 8  | Norvegia (bandiera)         | A     | Fredrik Flo         |
| 8  | Norvegia (bandiera)         | A     | Ulrik Flo           |
| 10 | Norvegia (bandiera)         | C     | Thomas Drage        |
| 10 | Irlanda del Nord (bandiera) | A     | Robin Shroot        |
| 11 | Nigeria (bandiera)          | A     | Osita Henry Chikere |
| 11 | Norvegia (bandiera)         | A     | Jim Johansen        |
| 12 | Norvegia (bandiera)         | P     | Christian Sukke     |
| 14 | Norvegia (bandiera)         | A     | Kristoffer Ryland   |
| 15 | Norvegia (bandiera)         | C     | Petter Strand       |

| N. |                     | Ruolo | Calciatore             |
| -- | ------------------- | ----- | ---------------------- |
| 16 | Senegal (bandiera)  | C     | Babacar Sarr           |
| 17 | Francia (bandiera)  | D     | Christophe Psyché      |
| 18 | Ghana (bandiera)    | A     | Mahatma Otoo           |
| 20 | Norvegia (bandiera) | A     | Kristian Opseth        |
| 21 | Norvegia (bandiera) | P     | Kristian Rutlin        |
| 22 | Norvegia (bandiera) | C     | Lars Christian Kjemhus |
| 23 | Norvegia (bandiera) | C     | Edin Øy                |
| 24 | Norvegia (bandiera) | C     | Eirik Skaasheim        |
| 25 | Norvegia (bandiera) | C     | Ruben Holsæter         |
| 28 | Norvegia (bandiera) | C     | Joar Tryti             |
| 29 | Norvegia (bandiera) | P     | Stefan Hagerup         |
| 30 | Norvegia (bandiera) | P     | Håvard Mjelleli        |
| 33 | Norvegia (bandiera) | C     | Runar Heggestad        |
| 34 | Norvegia (bandiera) | C     | Simen Brekkhus         |
| 35 | Norvegia (bandiera) | C     | Kenneth Skjerven       |
| 36 | Norvegia (bandiera) | A     | Asgrim Farnes          |

## Calciomercato

### Sessione invernale(dal 01/01 al 31/03)
| Arrivi           | Arrivi                 | Arrivi        | Arrivi        |
| R.               | Nome                   | da            | Modalità      |
| ---------------- | ---------------------- | ------------- | ------------- |
| P                | Christian Sukke        | Sarpsborg 08  | prestito      |
| D                | Victor Grodås          |               | svincolato    |
| C                | Lars Christian Kjemhus | Fana          | definitivo    |
| A                | Jim Johansen           | Bodø/Glimt    | prestito      |
| A                | Kristoffer Ryland      | Florø         | definitivo    |
| A                | Robin Shroot           |               | svincolato    |
| Altre operazioni |                        |               |               |
| R.               | Nome                   | da            | Modalità      |
| C                | Kristoffer Stephensen  | Fyllingsdalen | fine prestito |

| Partenze | Partenze                 | Partenze   | Partenze      |
| R.       | Nome                     | a          | Modalità      |
| -------- | ------------------------ | ---------- | ------------- |
| P        | Kenneth Udjus            | Lillestrøm | fine prestito |
| D        | Tom Söderberg            | Elfsborg   | fine prestito |
| D        | Hjörtur Logi Valgarðsson | Örebro     | definitivo    |
| C        | Tonny Brochmann          |            | svincolato    |
| C        | Helge Haugen             |            | ritiro        |
| C        | Kristoffer Stephensen    | Åsane      | definitivo    |
| A        | Tim André Nilsen         | Mjøndalen  | definitivo    |
| A        | Edward Ofere             |            | svincolato    |

### Tra le due sessioni
| Arrivi | Arrivi         | Arrivi        | Arrivi     |
| R.     | Nome           | da            | Modalità   |
| ------ | -------------- | ------------- | ---------- |
| P      | Stefan Hagerup | Fyllingsdalen | definitivo |

| Partenze | Partenze | Partenze | Partenze |
| R.       | Nome     | a        | Modalità |
| -------- | -------- | -------- | -------- |

### Sessione estiva(dal 22/07 al 18/08)
| Arrivi | Arrivi              | Arrivi | Arrivi     |
| R.     | Nome                | da     | Modalità   |
| ------ | ------------------- | ------ | ---------- |
| C      | Peter Aase          | Florø  | definitivo |
| C      | Thomas Drage        | Tromsø | prestito   |
| A      | Osita Henry Chikere |        | svincolato |

| Partenze | Partenze        | Partenze     | Partenze      |
| R.       | Nome            | a            | Modalità      |
| -------- | --------------- | ------------ | ------------- |
| P        | Christian Sukke | Sarpsborg 08 | fine prestito |
| A        | Ulrik Flo       | Odd          | definitivo    |
| A        | Jim Johansen    | Bodø/Glimt   | fine prestito |
| A        | Robin Shroot    | Hødd         | definitivo    |

## Risultati

### 1. divisjon

#### Girone di andata
| Arbitro: | Hauge |

|                                  |           |              |
| Shroot 34’ U. Flo 58’ Psyché 67’ | Marcatori | 83’ Pedersen |

| Grimstad 12 aprile 2015, ore 18:00 2ª giornata | Jerv  | 0 – 0 referto | Sogndal | Levermyr Stadion (1.407 spett.)\| Arbitro: \| Eskås \| |
| Arbitro:                                       | Eskås |               |         |                                                        |

| Arbitro: | Borgersen (Oslo) |

|                 |           |              |
| Opseth 53’, 72’ | Marcatori | 5’ Hamutenya |

| Arbitro: | Gya |

|                 |           |                    |
| Hammersland 28’ | Marcatori | 3’ Opseth 78’ Sarr |

| Arbitro: | Borgersen (Oslo) |

|            |           |                                   |
| Strand 59’ | Marcatori | 7’, 58’ Bye 27’ Johannessen Flakk |

| Arbitro: | Gya |

|               |           |             |
| Næss Lund 90’ | Marcatori | 66’ Kjemhus |

| Arbitro: | Lundby (Bøverbru) |

|                             |           |  |
| Johansen 6’, 28’ Shroot 26’ | Marcatori |  |

| Arbitro: | Hansen (Feda) |

|  |           |                      |
|  | Marcatori | 18’ Otoo 44’ Kjemhus |

| Arbitro: | Gjermshus |

|            |           |  |
| Shroot 44’ | Marcatori |  |

| Arbitro: | Hauge |

|                      |           |                      |
| Berget Skjølsvik 18’ | Marcatori | 3’ Otoo 26’ Patronen |

| Arbitro: | Tennøy |

|                  |           |  |
| Patronen 8’, 32’ | Marcatori |  |

| Arbitro: | Moen |

|  |           |           |
|  | Marcatori | 90’ Utvik |

| Arbitro: | Lundby (Bøverbru) |

|  |           |                              |
|  | Marcatori | 5’, 77’, 80’ Opseth 23’ Otoo |

| Arbitro: | Jonsson Trædal |

|            |           |           |
| Shroot 13’ | Marcatori | 90’ Sveen |

| Arbitro: | Tennøy |

|            |           |                 |
| Konate 44’ | Marcatori | 57’ (rig.) Otoo |

#### Girone di ritorno
| Arbitro: | Steen |

|            |           |              |
| Opseth 52’ | Marcatori | 90’ Andersen |

| Arbitro: | M. Smehus Kringstad |

|                                     |           |                 |
| Stene 51’ Tronseth 76’ Blakstad 90’ | Marcatori | 23’, 32’ Opseth |

| Arbitro: | Rafiq (Oslo) |

|                             |           |                  |
| Otoo 15’ Sarr 18’ Utvik 43’ | Marcatori | 65’ (aut.) Utvik |

| Arbitro: | Jonsson Trædal |

|                   |           |          |
| Nilsen 84’ (rig.) | Marcatori | 78’ Sarr |

| Sogndal 17 agosto 2015, ore 19:00 20ª giornata | Sogndal      | 0 – 0 referto | Brann | Fosshaugane Campus (5.287 spett.)\| Arbitro: \| Hagen (Grue) \| |
| Arbitro:                                       | Hagen (Grue) |               |       |                                                                 |

| Arbitro: | Hauge |

|  |           |                                                |
|  | Marcatori | 30’, 62’ (rig.) Opseth 36’ Utvik 75’, 81’ Otoo |

| Arbitro: | Kristiansen Toppe |

|                             |           |                 |
| Otoo 62’ Mjønner 90’ (aut.) | Marcatori | 54’ Karoliussen |

| Arbitro: | Borgersen (Oslo) |

|                          |           |  |
| Opseth 35’, 86’ Otoo 40’ | Marcatori |  |

| Arbitro: | Rafiq (Oslo) |

|           |           |  |
| Moltu 79’ | Marcatori |  |

| Arbitro: | Smehus Kringstad |

|                                       |           |                         |
| Patronen 37’ Bolseth 52’ Holsæter 89’ | Marcatori | 57’ Ramsland 74’ Blårud |

| Arbitro: | Hansen |

|                     |           |            |
| Leikvoll Moberg 14’ | Marcatori | 62’ Strand |

| Arbitro: | Steen |

|                                   |           |                                                     |
| Otoo 7’, 39’ Opseth 52’ Drage 60’ | Marcatori | 36’ Kippersund Rønningen 56’ Torske 90’ D. Ulvestad |

| Arbitro: | Haugen |

|                       |           |                                                       |
| Kastrati 19’ Seck 87’ | Marcatori | 17’ Sarr 42’, 82’ Otoo 54’ (aut.) Svendsen 80’ Opseth |

| Arbitro: | Kristiansen Toppe |

|                         |           |              |
| Holsæter 44’ Opseth 48’ | Marcatori | 57’ Geertsen |

| Arbitro: | Hauge |

|                                    |           |            |
| Bye 7’, 63’ Braaten 36’ Stokke 40’ | Marcatori | 82’ Strand |

### Norgesmesterskapet
| Arbitro: | Hauge |

|            |           |                                                 |
| Liseth 75’ | Marcatori | 18’, 67’ Kjemhus 23’ Otoo 27’ Opseth 90’ F. Flo |

| Arbitro: | Hansen (Feda) |

|  |           |                     |
|  | Marcatori | 18’ U. Flo 54’ Otoo |

| Arbitro: | Kristiansen Toppe |

|            |           |               |
| Psyché 81’ | Marcatori | 59’, 62’ Mané |

## Statistiche

### Statistiche di squadra
| Competizione       | Punti | In casa | In casa | In casa | In casa | In casa | In casa | In trasferta | In trasferta | In trasferta | In trasferta | In trasferta | In trasferta | Totale | Totale | Totale | Totale | Totale | Totale | DR  |
| Competizione       | Punti | G       | V       | N       | P       | Gf      | Gs      | G            | V            | N            | P            | Gf           | Gs           | G      | V      | N      | P      | Gf     | Gs     | DR  |
| ------------------ | ----- | ------- | ------- | ------- | ------- | ------- | ------- | ------------ | ------------ | ------------ | ------------ | ------------ | ------------ | ------ | ------ | ------ | ------ | ------ | ------ | --- |
| 1. divisjon        | 62    | 15      | 11      | 3       | 1       | 31      | 15      | 15           | 7            | 5            | 3            | 28           | 16           | 30     | 18     | 8      | 4      | 59     | 31     | +28 |
| Norgesmesterskapet | -     | 1       | 0       | 0       | 1       | 1       | 2       | 2            | 2            | 0            | 0            | 7            | 1            | 3      | 2      | 0      | 1      | 8      | 3      | +5  |
| Totale             | -     | 16      | 11      | 3       | 2       | 32      | 17      | 17           | 9            | 5            | 3            | 35           | 17           | 33     | 20     | 8      | 5      | 67     | 34     | +33 |

### Statistiche dei giocatori
| Giocatore    | 1. divisjon | 1. divisjon | 1. divisjon | 1. divisjon | Norgesmesterskapet | Norgesmesterskapet | Norgesmesterskapet | Norgesmesterskapet | Coppe europee | Coppe europee | Coppe europee | Coppe europee | Altre coppe | Altre coppe | Altre coppe | Altre coppe | Totale   | Totale | Totale      | Totale     |
| Giocatore    | Presenze    | Reti        | Ammonizioni | Espulsioni  | Presenze           | Reti               | Ammonizioni        | Espulsioni         | Presenze      | Reti          | Ammonizioni   | Espulsioni    | Presenze    | Reti        | Ammonizioni | Espulsioni  | Presenze | Reti   | Ammonizioni | Espulsioni |
| ------------ | ----------- | ----------- | ----------- | ----------- | ------------------ | ------------------ | ------------------ | ------------------ | ------------- | ------------- | ------------- | ------------- | ----------- | ----------- | ----------- | ----------- | -------- | ------ | ----------- | ---------- |
| P. Aase      | 4           | 0           | 1           | 0           | -                  | -                  | -                  | -                  |               |               |               |               |             |             |             |             | 4        | 0      | 1           | 0          |
| R. Bolseth   | 26          | 1           | 1           | 0           | 2                  | 0                  | 0                  | 0                  |               |               |               |               |             |             |             |             | 28       | 1      | 1           | 0          |
| S. Brekkhus  | 9           | 0           | 1           | 0           | 2                  | 0                  | 0                  | 0                  |               |               |               |               |             |             |             |             | 11       | 0      | 1           | 0          |
| O. Chikere   | 8           | 0           | 0           | 0           | -                  | -                  | -                  | -                  |               |               |               |               |             |             |             |             | 8        | 0      | 0           | 0          |
| T. Drage     | 13          | 1           | 1           | 0           | -                  | -                  | -                  | -                  |               |               |               |               |             |             |             |             | 13       | 1      | 1           | 0          |
| M. Dyngeland | 12          | -16         | 0           | 0           | 0                  | -0                 | 0                  | 0                  |               |               |               |               |             |             |             |             | 12       | -16    | 0           | 0          |
| A. Farnes    | 0           | 0           | 0           | 0           | 1                  | 0                  | 0                  | 0                  |               |               |               |               |             |             |             |             | 1        | 0      | 0           | 0          |
| F. Flo       | 2           | 0           | 0           | 0           | 1                  | 1                  | 0                  | 0                  |               |               |               |               |             |             |             |             | 3        | 1      | 0           | 0          |
| U. Flo       | 15          | 1           | 2           | 0           | 2                  | 1                  | 0                  | 0                  |               |               |               |               |             |             |             |             | 17       | 2      | 2           | 0          |
| V. Grodås    | 23          | 0           | 3           | 0           | 3                  | 0                  | 0                  | 0                  |               |               |               |               |             |             |             |             | 26       | 0      | 3           | 0          |
| S. Hagerup   | 12          | -8          | 0           | 0           | 1                  | -2                 | 0                  | 0                  |               |               |               |               |             |             |             |             | 13       | -10    | 0           | 0          |
| H. Haugen    | 0           | 0           | 0           | 0           | 0                  | 0                  | 0                  | 0                  |               |               |               |               |             |             |             |             | 0        | 0      | 0           | 0          |
| R. Heggestad | 0           | 0           | 0           | 0           | 0                  | 0                  | 0                  | 0                  |               |               |               |               |             |             |             |             | 0        | 0      | 0           | 0          |
| R. Holsæter  | 9           | 2           | 1           | 0           | 0                  | 0                  | 0                  | 0                  |               |               |               |               |             |             |             |             | 9        | 2      | 1           | 0          |
| J. Johansen  | 11          | 2           | 1           | 0           | 2                  | 0                  | 0                  | 0                  |               |               |               |               |             |             |             |             | 13       | 2      | 1           | 0          |
| L. Kjemhus   | 20          | 2           | 2           | 0           | 3                  | 2                  | 0                  | 0                  |               |               |               |               |             |             |             |             | 23       | 4      | 2           | 0          |
| H. Mjelleli  | 0           | -0          | 0           | 0           | 1                  | -0                 | 0                  | 0                  |               |               |               |               |             |             |             |             | 1        | 0      | 0           | 0          |
| K. Opseth    | 26          | 16          | 1           | 0           | 2                  | 1                  | 0                  | 0                  |               |               |               |               |             |             |             |             | 28       | 17     | 1           | 0          |
| M. Otoo      | 26          | 13          | 2           | 0           | 3                  | 2                  | 0                  | 0                  |               |               |               |               |             |             |             |             | 29       | 15     | 2           | 0          |
| E. Øy        | 4           | 0           | 0           | 0           | 0                  | 0                  | 0                  | 0                  |               |               |               |               |             |             |             |             | 4        | 0      | 0           | 0          |
| H. Patronen  | 25          | 4           | 4           | 0           | 0                  | 0                  | 0                  | 0                  |               |               |               |               |             |             |             |             | 25       | 4      | 4           | 0          |
| C. Psyché    | 28          | 1           | 3           | 1           | 3                  | 1                  | 0                  | 0                  |               |               |               |               |             |             |             |             | 31       | 2      | 3           | 1          |
| K. Rutlin    | 0           | -0          | 0           | 0           | 1                  | -1                 | 0                  | 0                  |               |               |               |               |             |             |             |             | 1        | -1     | 0           | 0          |
| B. Sarr      | 29          | 4           | 4           | 0           | 3                  | 0                  | 0                  | 0                  |               |               |               |               |             |             |             |             | 32       | 4      | 4           | 0          |
| K. Ryland    | 0           | 0           | 0           | 0           | 0                  | 0                  | 0                  | 0                  |               |               |               |               |             |             |             |             | 0        | 0      | 0           | 0          |
| R. Shroot    | 11          | 4           | 0           | 0           | 1                  | 0                  | 0                  | 0                  |               |               |               |               |             |             |             |             | 12       | 4      | 0           | 0          |
| E. Skaasheim | 15          | 0           | 0           | 0           | 2                  | 0                  | 0                  | 0                  |               |               |               |               |             |             |             |             | 17       | 0      | 0           | 0          |
| K. Skjerven  | 0           | 0           | 0           | 0           | 0                  | 0                  | 0                  | 0                  |               |               |               |               |             |             |             |             | 0        | 0      | 0           | 0          |
| P. Strand    | 26          | 3           | 2           | 0           | 2                  | 0                  | 0                  | 0                  |               |               |               |               |             |             |             |             | 28       | 3      | 2           | 0          |
| C. Sukke     | 6           | -7          | 0           | 0           | 1                  | -0                 | 0                  | 0                  |               |               |               |               |             |             |             |             | 7        | -7     | 0           | 0          |
| T. Teniste   | 25          | 0           | 2           | 0           | 2                  | 0                  | 0                  | 0                  |               |               |               |               |             |             |             |             | 27       | 0      | 2           | 0          |
| J. Tryti     | 0           | 0           | 0           | 0           | 0                  | 0                  | 0                  | 0                  |               |               |               |               |             |             |             |             | 0        | 0      | 0           | 0          |
| B. Utvik     | 25          | 3           | 3           | 0           | 3                  | 0                  | 1                  | 0                  |               |               |               |               |             |             |             |             | 28       | 3      | 4           | 0          |